# Tom Beckhäuser
Tom Beckhäuser (* 22. ledna 1999 v Praze) je česko-německý automobilový závodník působící na poli Formule 3 a Formule 4.

## Život
Tom vyrostl v České republice, ale strávil čtyři roky na internátní škole ve Švýcarsku. V roce 2017 absolvoval Mezinárodní školu v Praze. Má český původ ze strany matky a německý ze strany otce. Jens Beckhäuser, jeho otec, je německý podnikatel žijící v ČR, jenž vlastnil firmu Beck a dnes zastupuje v ČR německou firmu Camp David, vyrábějící oblečení.
V 17 letech poprvé usedl do závodního vozu.
V dubnu roku 2017 debutoval v ADAC F4, což je německý šampionát Formule 4 a to s týmem Mücke Motorsport.
Protože se narodil a vyrostl v České republice, závodí pod českou vlajkou. Od roku 2017 závodil v mnoha různých šampionátech včetně italské série F4, UAE Formule 4, Asijského šampionátu F3 a dalších. Bydlí ve středočeských Klecanech, ležících asi 5 km severně od okraje Prahy.

## Kompletní výsledky

### ADAC F4
(key) (Races in bold indicate pole position) (Races in italics indicate fastest lap)
| Rok  | Team                    | 1         | 2        | 3        | 4        | 5        | 6        | 7         | 8         | 9         | 10        | 11        | 12         | 13        | 14        | 15       | 16       | 17        | 18        | 19        | 20        | 21       | Umístění  | Body |
| ---- | ----------------------- | --------- | -------- | -------- | -------- | -------- | -------- | --------- | --------- | --------- | --------- | --------- | ---------- | --------- | --------- | -------- | -------- | --------- | --------- | --------- | --------- | -------- | --------- | ---- |
| 2017 | ADAC Berlin-Brandenburg | OSC 1 Ret | OSC 2 20 | OSC 3 21 | LAU 1 18 | LAU 2 14 | LAU 3 15 | RBR 1 Ret | RBR 2 Ret | RBR 3 Ret | OSC2 1 26 | OSC2 2 21 | OSC2 3 Ret | NÜR 1 25  | NÜR 2 27  | NÜR 3 20 | SAC 1 18 | SAC 2 Ret | SAC 3 17  | HOC 1 18  | HOC 2 16  | HOC 3 14 | 27. místo | 0    |
| 2018 | US Racing-CHRS          | OSC 1 11  | OSC 2 14 | OSC 3 12 | HOC 1 10 | HOC 2 10 | HOC 3 13 | LAU 1 Ret | LAU 2 16  | LAU 3 16  | RBR 1 15  | RBR 2 12  | RBR 3 12   | HOC2 1 13 | HOC2 2 20 | NÜR 1 11 | NÜR 2 14 | NÜR 3 13  | HOC3 1 11 | HOC3 2 11 | HOC3 3 12 |          | 21. místo | 4    |